# Кондрин, Сергей Фёдорович
Сергей Фёдорович Кондрин (1918—1945) — майор Рабоче-крестьянской Красной Армии, участник Великой Отечественной войны, Герой Советского Союза (1944).

## Биография
Сергей Кондрин родился 12 сентября 1918 года в посёлке Усть-Катавский (ныне — город Усть-Катав в Челябинской области). Окончил десять классов школы. В 1936 году Кондрин был призван на службу в Рабоче-крестьянскую Красную Армию. В 1939 году он окончил Чкаловское военное авиационное училище лётчиков, в 1941 году — Высшую штурманскую школу. С августа того же года — на фронтах Великой Отечественной войны. Участвовал в боях под Ленинградом, битве за Москву, Сталинградской битве, освобождении Крыма.
К апрелю 1944 года гвардии майор Сергей Кондрин командовал эскадрильей 18-го гвардейского авиаполка 2-й гвардейской авиадивизии АДД СССР. К тому времени он совершил 216 боевых вылетов на бомбардировку скоплений боевой техники и живой силы противника, нанеся тому большие потери.
Указом Президиума Верховного Совета СССР от 19 августа 1944 года за «мужество и героизм, проявленные при совершении боевых вылетов на нанесение бомбовых ударов по врагу» гвардии майор Сергей Кондрин был удостоен высокого звания Героя Советского Союза с вручением ордена Ленина и медали «Золотая Звезда» за номером 4065.
12 февраля 1945 года Кондрин трагически погиб в авиационной катастрофе — пилотируемый им самолёт из-за низкой области шёл на низкой высоте и при посадке на аэродром врезался в землю. Все погибшие пассажиры и члены экипажа с воинскими почестями были похоронены в городе Красилове (ныне — Хмельницкая область Украины).
Был награждён двумя орденами Ленина, орденом Красного Знамени, рядом медалей.
В честь Кондрина названа улица и установлен бюст в Усть-Катаве.